# Stefan Sommer (Kameramann)
Stefan Sommer (* 1968 in Schopfheim) ist ein deutscher Kameramann.

## Werdegang
Stefan Sommer absolvierte zunächst eine Ausbildung zum Fotografen und wurde dann als Kameraassistent tätig. Seit den 2000er Jahren ist er für den Südwestrundfunk tätig, zu seinen Arbeiten gehören Serien wie Die Fallers oder zahlreiche Tatort-Episoden.

## Filmografie (Auswahl)
- 2009: Die Kinder von der Stohrenschule (Dokumentarfilm)
- 2012: Bloch: Der Fremde
- 2013: BlitzBlank
- 2016: Emma nach Mitternacht – Frau Hölle
- 2016: Die Fallers – Die SWR Schwarzwaldserie (Fernsehserie, 5 Folgen)

### Tatort (Fernsehreihe)
- 2011:  Tödliche Ermittlungen
- 2013:  Letzte Tage
- 2014:  Todesspiel
- 2015:  Der Inder
- 2016:  Rebecca
- 2016:  HAL
- 2017:  Babbeldasch
- 2018:  Waldlust
- 2018:  Sonnenwende
- 2019:  Anne und der Tod
- 2019:  Für immer und dich
- 2020:  Ich hab im Traum geweinet
- 2020:  Rebland
- 2021:  Was wir erben
- 2021:  Videobeweis
- 2022:  Der Mörder in mir
- 2022:  Die Blicke der Anderen
- 2023:  Vergebung
- 2024: Ad Acta
- 2024: Tatort: Die große Angst
- 2025: Verblendung